# Здоровец (ручей)
Здоровец — ручей в Тверской области, правый приток Тверцы.
Торжок был основан в устье ручья, при его впадении в Тверцу, точная дата неизвестна, но первое упоминание Нового Торга в летописи датируется 1015 годом. Устье находится в городе Торжке, исток — в 15 километрах от Торжка.
В 1774 году через ручей был переброшен каменный мост, в 1780 году построен первый в Тверской губернии водопровод с водозабором в верхней части ручья, деревянного водопровода и возоразборных бассейнов и снабжавший водой Торжок.
В XVIII—XIX веке вдоль ручья были построены торговые ряды, часть из них были уничтожены немецко-фашистской авиацией в 1941 году, 5 корпусов сохранилось до нашего времени.